# Église Saint-Maurice de Veyrier-du-Lac
L'église de Veyrier-du-Lac est une église catholique française, située dans le département de la Haute-Savoie, dans la commune de Veyrier-du-Lac. Elle est placée sous le patronage du saint Maurice d'Agaune, capitaine de la Légion Thébéenne, martyrisé à Octodure en Valais.

## Historique
L'église primitive, de style roman, fut unie en 1397 à la Collégiale Notre-Dame de Liesse. Il n'en reste que le clocher, qui fut amputé lors de l'annexion du duché de Savoie durant la période révolutionnaire. Il retrouve son rôle en 1820, à la suite de la restauration sarde. En 1852, l'église qui menaçait de tomber en ruines, fut remplacée par l'église actuelle. 
L'édifice fut le premier du diocèse qui ait été, durant le XIXe siècle, élevé dans le style ogival. 

## Description
À l'intérieur, on peut admirer une « Vierge à l'Enfant » en bois polychrome  du XVe siècle et un tableau baroque de la fin du XVIIe siècle représentant saint François de Sales et saint Vincent martyr, sous la protection de la Vierge à l'Enfant entourée d'angelots.

## Protection
Un tableau et son cadre représentant Saint François de Sales et saint Vincent en prière devant la Vierge et l'Enfant de la deuxième moitié XVIIe siècle sont classés au titre des objets par les Monuments historiques depuis 2003.

## Galerie

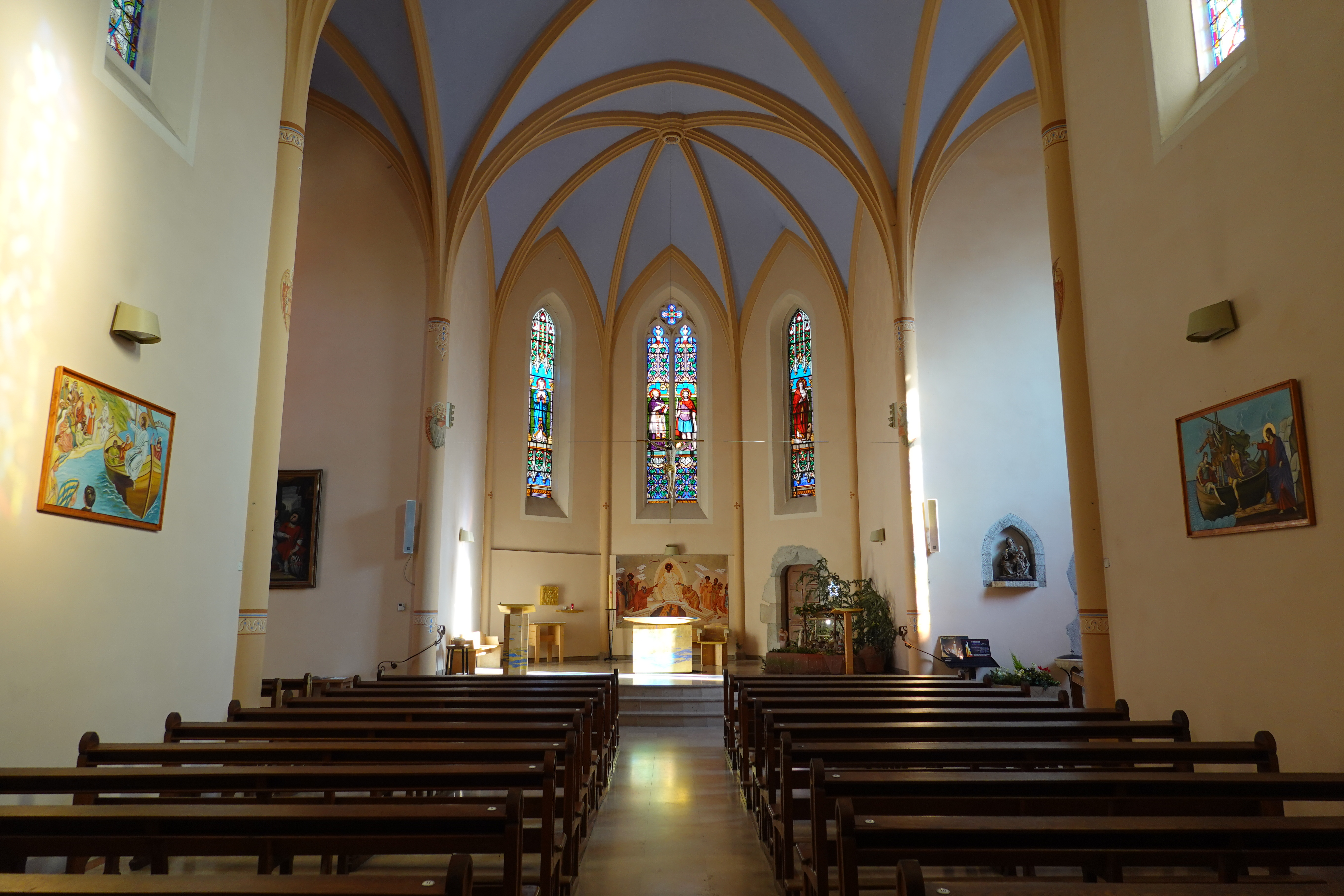
Intérieur (vers l'autel)
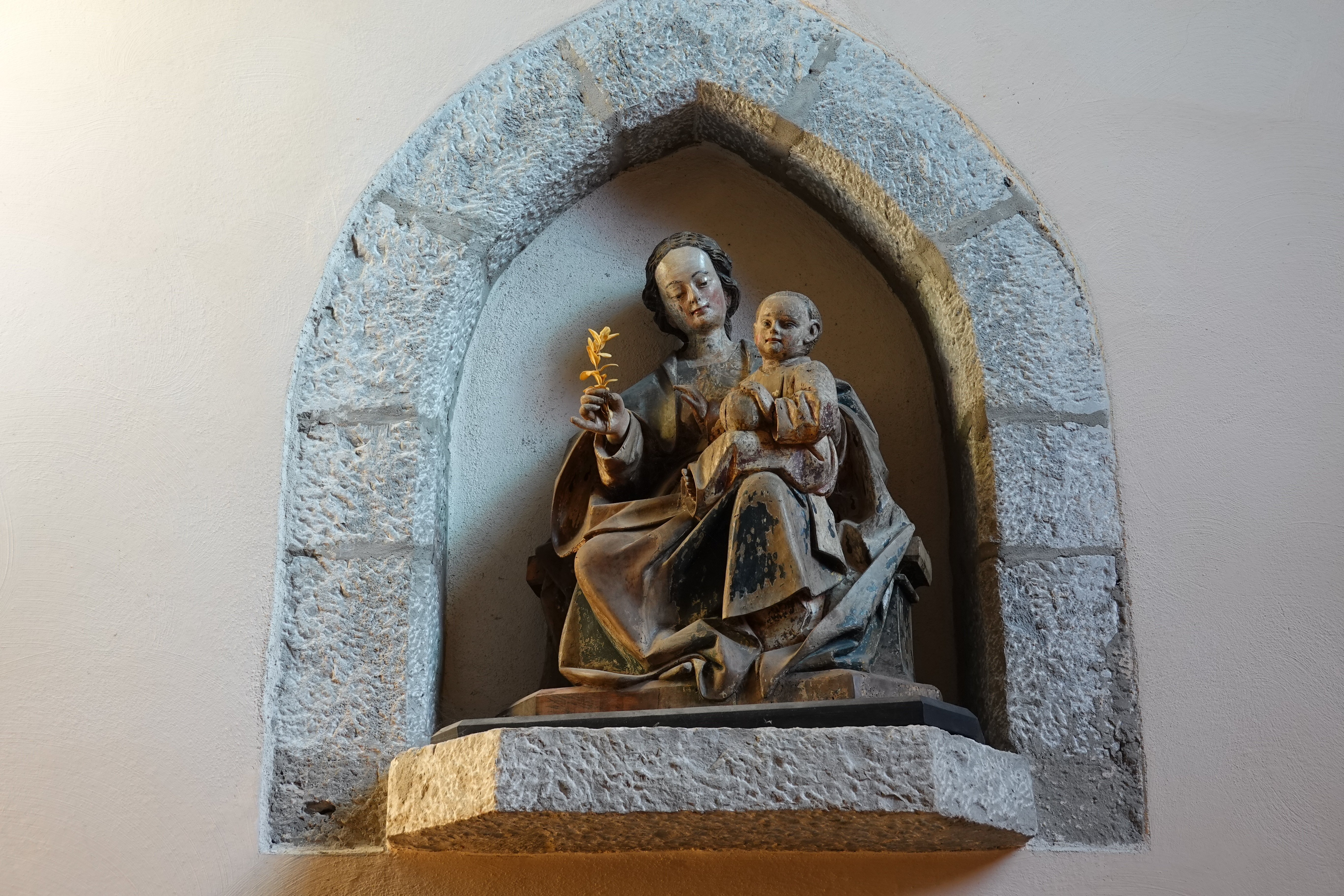
Statue de la Vierge à l'Enfant
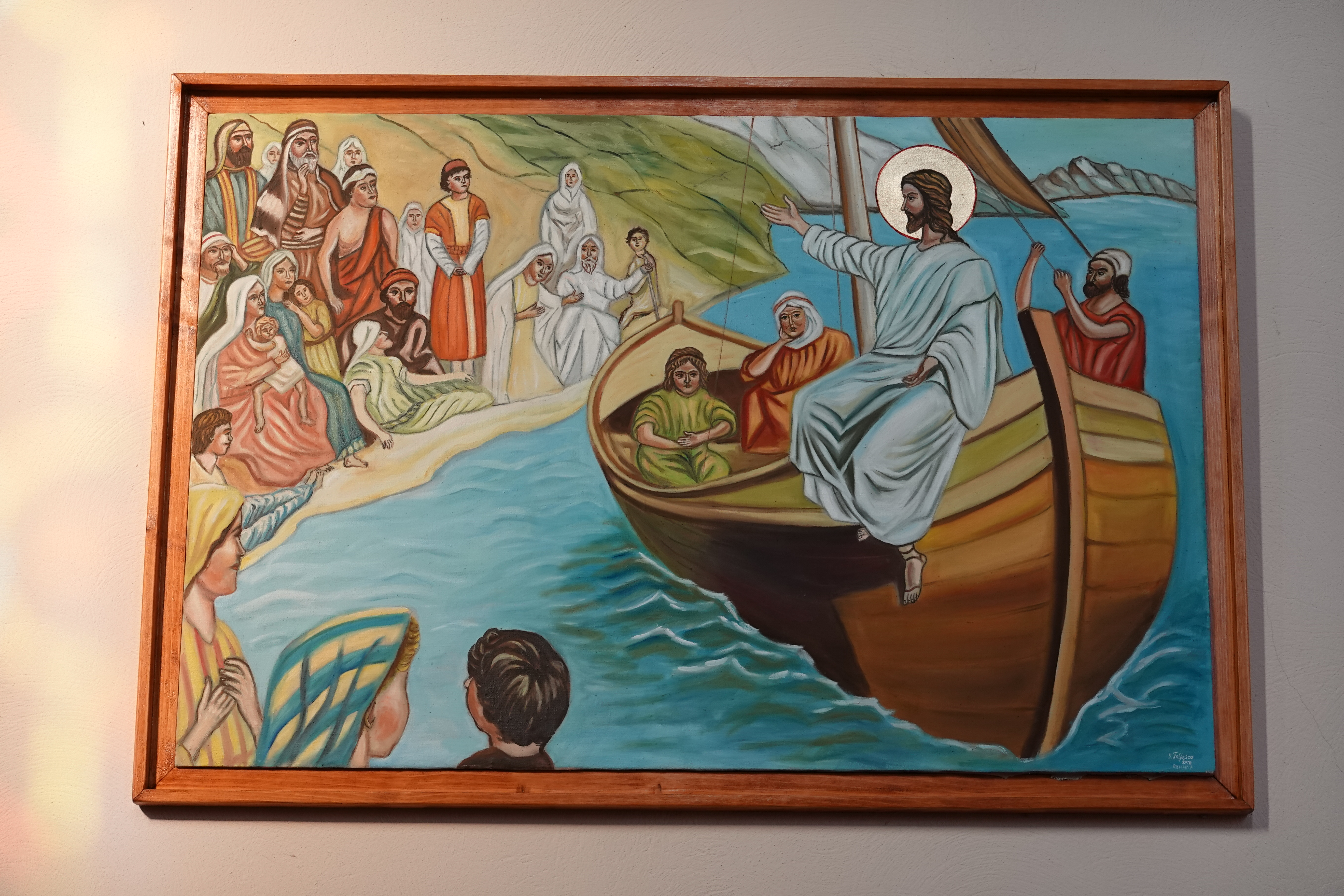
Tableau